# مذبحة الأقصى الثانية
مذبحة الأقصى الثانية كما وتسمى انتفاضة النفق. حدثت هذه المذبحة بعد إعلان سلطات الاحتلال فتح النفق المجاور للجدار الغربي للمسجد الأقصى يوم الاثنين 23/9/1996م حيث وقعت اشتباكات عنيفة الفلسطينيين و الشرطة الفلسطينية ضد جنود الاحتلال اليهودي في كافه أرجاء فلسطين دفاعاً عن المسجد الأقصى المبارك، وقد أسفرت هذه المواجهات العنيفة عن استشهاد 51 فلسطينيًا وإصابة 300 و مقتل 15 إسرائيلي و إصابة 78، واستمرت مواجهات ثلاثة أيام.